# Sasseville
Sasseville település Franciaországban, Seine-Maritime megyében. Lakosainak száma 260 fő (2022. január 1.). Sasseville Bosville, Cany-Barville, Drosay, Ocqueville és Saint-Vaast-Dieppedalle községekkel határos.

## Népesség
A település népessége az elmúlt években az alábbi módon változott:
| Lakosok száma | 276  | 271  | 277  | 273  | 279  | 281  | 280  | 270  | 260  |
|               | 2013 | 2015 | 2016 | 2017 | 2018 | 2019 | 2020 | 2021 | 2022 |